# Petra Klingler
Pour les articles homonymes, voir Klingler.
Petra Klingler est une grimpeuse suisse née le 14 février 1992 en Suisse.

## Carrière
Petra Klingler remporte la médaille de bronze en combiné aux Championnats du monde d'escalade 2012 et la médaille d'argent en combiné aux Championnats du monde d'escalade 2014.
Elle est médaillée d'or au bloc aux Championnats du monde d'escalade de 2016 à Paris.
Elle remporte la médaille d'argent en bloc aux Jeux mondiaux de plage de 2019 à Doha. 
En 2022, elle participe au Red Bull Dual Ascent, une compétition organisée par Red Bull sur le barrage de Contra, en équipe avec Louna Ladevant, également grimpeur sur glace.
Le 28 janvier 2023, elle remporte la coupe du monde d'escalade sur glace après l'épreuve de Saas Fee. Au cours de l’année, elle annonce son intention de prendre sa retraite sportive avec comme dernier objectif de se qualifier et de participer aux Jeux olympiques de 2024.

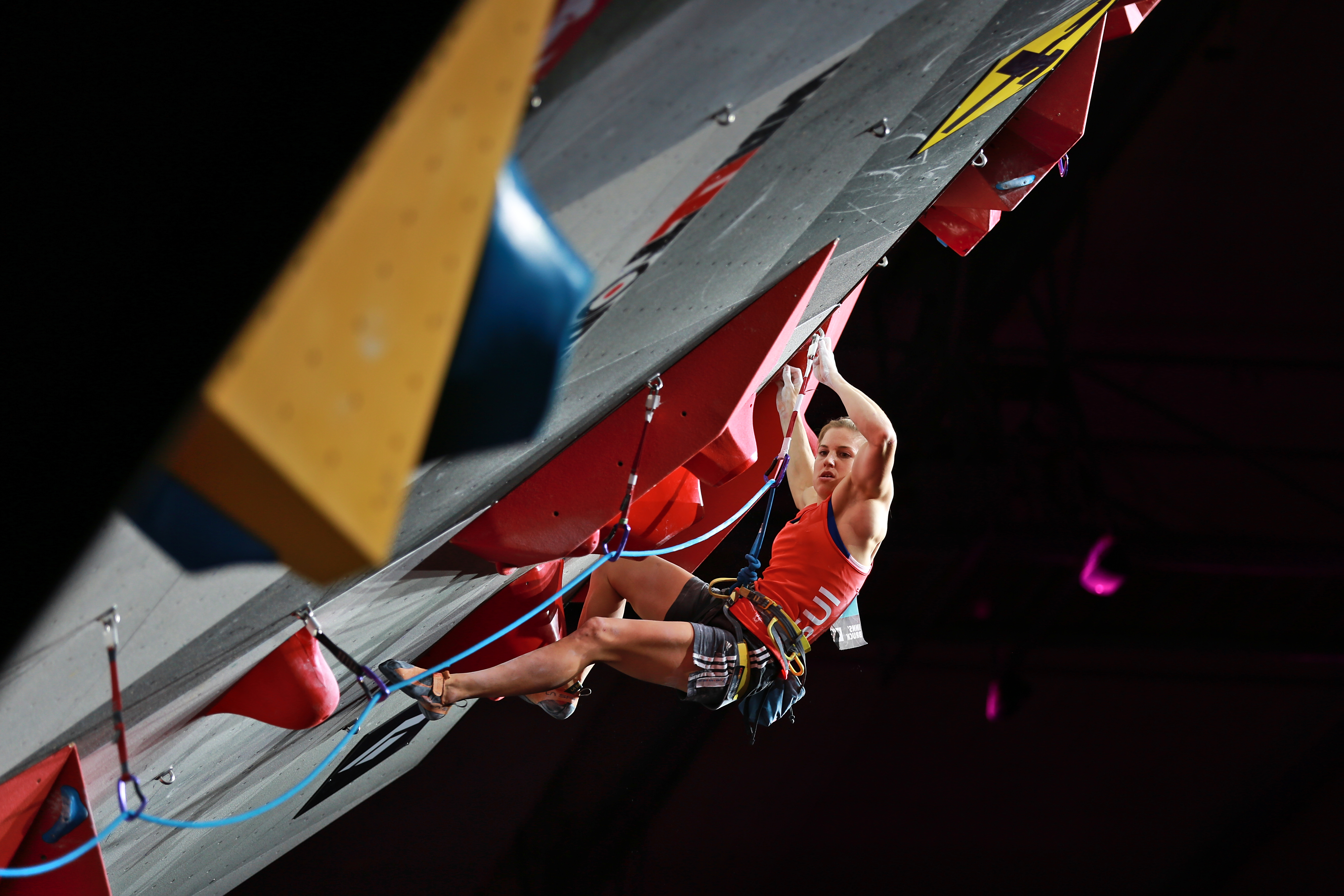
Petra Klingler en compétition lors des Championnats du monde d'escalade de 2018, à Innsbruck.